# Дзвіниця Видубицького монастиря
Видубицька дзвіниця — невіддільна частина барокового ансамблю  Видубицького монастиря, зведена коштом гетьмана  Данила Апостола у 1727—1733 роках.

## Історія
Відпочатку дзвіниця мала бути надбрамною, але під час будівництва арка, на яку спиралася споруда, дала тріщину, і її терміново заклали. В'їзд зробили поруч із дзвіницею через спеціально збудовані ворота. Споруда була квадратною у плані та мала три яруси. На другому ярусі була церква св. Данила, а на третьому — церковні дзвони.
Архівні документи 1766 року свідчать про те, що «церква і дзвіниця до близького нахиляються падінню». У 1778 році задля уникнення повної руйнації із дзвіниці зняли дзвони і перевісили їх на дерев'яну дзвіницю, терміново споруджену на монастирському дворі.
У 1829—1833 роках було проведено роботи з укріплення фундаментів і за проектом архітектора  Андрія Меленського було надбудовано червертий восьмигранний ярус в стилі класицизму. У 1910—1913 роках з північно-західного боку дзвіниці за проектом архітектора  Євгена Єрмакова зроблено двоповерхову прибудову. На першому поверсі розміщувався магазин, а на другому — монастирська ризниця і бібліотека.
Тепер на другому ярусі дзвіниці розміщена церква св. пророка Даниїла 
За монастирською брамою, у приміщенні добудови до дзвіниці знаходиться ресторан-музей «Монастирська трапезна», який не належить монастирю.

## Архітектура
Особливістю споруди є те, що всі її фасади мають різне оздоблення. Сучасне розфарбування бані золотими зірками на синьому тлі з'явилося вперше після ремонту 1894 року.